# Solanum ferox
Solanum ferox är en potatisväxtart som beskrevs av Carl von Linné. Solanum ferox ingår i släktet skattor som ingår i familjen potatisväxter. Inga underarter finns listade i Catalogue of Life.